# Gramercy Park

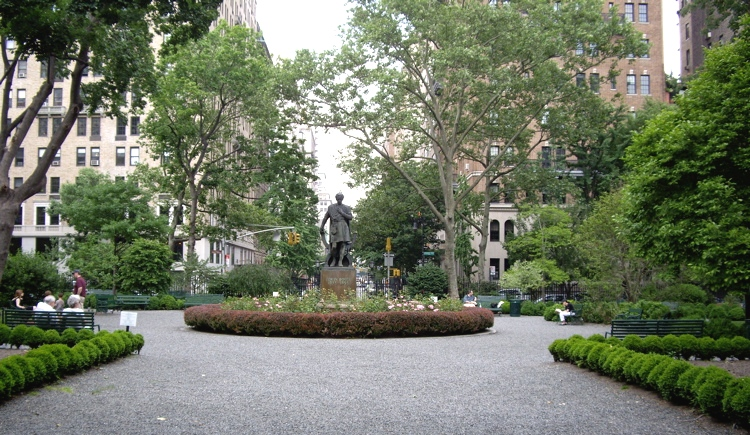
Gramercy Park

Gramercy Park és un petit parc privat i tancat del barri de Gramercy (el parc dona de vegades fins i tot el seu nom al barri sencer) al borough de Manhattan a New York. No és accessible més pels habitants de certes residències situades a la rodalia, i constitueix un dels dos únics parcs encara privats de la ciutat, amb el Sunnyside Gardens Park. El Gramecy Park se situa entre el carrer 20 i el 21 a la secció est, prop de Lexington Avenue. El nom del parc i, per tant, també del barri, prové de l'holandès krom mesje que es pot traduir per "petit ganivet tort", fet referència a un petit rierol que fluïa a la zona.